# Enzo Curcurù
Enzo Curcurù (Milano, 30 settembre 1978) è un attore italiano.

## Biografia
Di origini Siciliane inizia il suo percorso artistico all’età di 16 anni con la compagnia stabile milanese Teatrosempre diretta da Rino silveri e Piero Mazzarella con la quale collabora fino all’ ingresso all’Accademia Nazionale d'Arte Drammatica Silvio D'Amico diplomandosi nel 2001. Lo stesso anno entra a far parte della “Nuova compagnia dei giovani del teatro Eliseo di Roma dove interpreta Longaville in Pene d'amor perdute di W. Shakespeare con la regia di Marco Carniti. 

Nel 2002 avviene l’incontro con Franco Branciaroli e Claudio Longhi con cui collabora in “Cos’è l’amore”  di F. Branciaroli in cui interpreta Antigone, “La peste” di Camus e “Edipo e la sfinge” di H.V. Hofmannsthal in un insolito Tiresia.

Nel 2004 partecipa al “Il Mercante di Venezia” di W. Shakespeare nel ruolo di Lorenzo al fianco dell’ultima interpretazione di Corrado Pani e lo stesso anno recita come coprotagonista insieme a Ottavia Piccolo in “Terra di latte e miele” di Manuela Dviri in tournée in Italia e all’estero.  

Nel 2006 collabora con Luca Ronconi,  per un anno,  alla realizzazione di 2 dei 5 spettacoli allestiti per i giochi olimpici invernali a Torino prodotti dal Teatro Stabile di Torino “Lo specchio del diavolo” di G. Ruffolo nel ruolo di Napoleone III e “Troilo e Cressida”  di W. Shakespeare nel ruolo di Diomede.

Nel 2007 fa parte della nuova compagnia degli attori permanenti del Teatro stabile di Torino e “L’Union des Théatres de l’Europe” dove partecipa con la regia di Walter Le Moli nell’Antigone di Sofocle, e ne “La folle giornata o il matrimonio di Figaro” di Beaumarchais interpretando il Conte Almaviva con la regia di Claudio Longhi.
Nell’estate 2007 partecipa alla Biennale di Venezia con “Il mare in catene” di Francesco Ventriglia Coreografo e danzatore della Scala di Milano con la drammaturgia di Stefano Ricci e Gianni Forte con cui ha già lavorato in “Troia’s discount” interpretando Dido (Didone).

Nel 2008 oltre che interpretare il ruolo del Capitano Rudolf Rheinard in “Processo aDio” di Stefano Massini al fianco di Ottavia Piccolo è tra i protagonisti de "L'onore e il rispetto” fiction prodotta da mediaset con la regia di Salvatore Samperi.

Nel 2009 partecipa all’inaugurazione della stagione del Teatro alla Scala con “Carmen “diretta da Daniel Barenboim  con la regia di Emma Dante.

Nel 2010 è Romeo in “Romeo e Giulietta” regia di Alexander Zeldin con la “Compagnia Europea”  per il Napoli Teatro Festival Italia in collaborazione con il Young vic Theatre di Londra e nello stesso anno inizia la collaborazione con il teatro dell’Elfo di Milano partecipando ne “L’ultima recita di Salomè” di Oscar Wilde, in  “Il racconto d’inverno” di W. Shakespeare e "Improvvisamente l'estate scorsa"  di Tennessee Williams.
In onda con altre serie TV sulle reti mediaset tra cui "Il peccato e la vergogna" e Squadra antimafia - Palermo oggi al cinema con "Good As You - Tutti i colori dell'amore" e in "Magnifica presenza" di Ferzan Ozpetek inizia la collaborazione con l'I.N.D.A. Istituto Nazionale del Dramma Antico partecipando in "Antigone" regia di Cristina Pezzoli, "Donne in parlamento" regia Vincenzo Pirrotta, "Vespe" regia di Mauro Avogadro e "Medea" regia di Paolo Magelli.

Dal 2012 si cimenta con testi contemporanei come ne "La pace perpetua" di J. Mayorga con la regia di Jacopo Gassman, ne "Il martedì al Monoprix" di Darley un monologo rappresentato nelle principali città d'Italia e in "Aristofane show!" un one man show con la drammaturgia di Enrico Zaccheo. Dopo essere stato Banquo al fianco di Franco Branciaroli nel Macbeth di W. Shakespeare al CTB di Brescia, è l'interprete di Oberon/Teseo nello storico "Sogno di una notte di mezza estate" di W.Shakespeare del Teatro Elfo Puccini con la regia di Elio De Capitani e tra i protagonisti di "Afghanistan, il grande gioco"  ed "Enduring Freedom" diretto da sempre da Elio De Capitani e Ferdinando Bruni. Nel 2018 con Monica Guerritore è Michael in "Mariti e Mogli" di Woody Allen. Insieme alla compagnia Eco di Fondo interpreta Creonte in "La Notte di Antigone", e contemporaneamente Kent al fianco di Glauco Mauri nel Re Lear diretto da Andrea Baracco.

Ancora in ambito teatrale, nelle stagioni 2021,2022, 2023 e 2024 interpreta Stubb in Moby Dick alla prova di Orson Welles, Babur in Guardie al Taj di Rajiv Joseph, l'avvocato Escobar in La morte e la fanciulla di Ariel Dorfman e Robert Dudley in "I corpi di Elizabeth"; tutti con la regia di Elio De Capitani.

## Teatro
- I corpi di Elizabeth di Ella Hickson, regia di Elio De Capitani (2024)
- La Pace, I.N.D.A., di Aristofane Corifeo, regia di Daniele salvo (2023)
- La morte e la fanciulla di Ariel Dorfman, regia di Elio De Capitani (2020,2021,2023)
- Guardie al Taj di Rajiv Joseph, regia di Elio De Capitani (2022)
- Moby Dick alla prova di Orson Welles, regia di Elio De Capitani (2021,2022,2023,2024)
- Terzo Piano di A. Ruggeri Giuliano, regia di Veronica Cruciani (2022)
- Re Lear di W.Shakespeare regia Andrea Baracco (2020)
- Dedalo e Icaro di Tindaro Granata, regia di Giacomo Ferraù, Francesco Frongia (2019)
- Afghanistan, il grande gioco e Enduring freedom, regia di Elio De Capitani, Ferdinando Bruni (2019)
- Sogno di una notte di mezza estate di W.Shakespeare, regia di Elio De Capitani (2019)
- Mariti e mogli di W. Allen, regia di Monica Guerritore (2017)
- Macbeth di W.Shakespeare, regia di Franco Branciaroli (2016)
- Medea di Seneca, regia di Paolo Magelli (2015)
- Improvvisamente l'estate scorsa (opera teatrale) di T.Williams, regia di Elio De Capitani (2015)
- Aristofane show!! da Aristofane (monologo),regia di Enrico Zaccheo (2014)
- Le vespe (Aristofane) di Aristofane, regia di Mauro Avogadro (2014)
- Antigone (Sofocle) di Sofocle, regia di Cristina Pezzoli (2013)
- Donne in parlamento di Aristofane, regia di Vincenzo Pirrotta (2013)
- La pace perpetua di J.Maiorga, regia di Jacopo Gassman (2012)
- Il martedì al Monoprix di E. Darlay (monologo), regia di Raffella Morelli (2012)
- Il racconto d'inverno di W. Shakespeare, regia di Ferdinando Bruni, Elio De Capitani (2012)
- Salomè’ di O. Wilde, regia di Ferdinando Bruni, Francesco Frongia (2011)
- Romeo and Juliet W. Shakespeare, regia di Alexander Zeldin (2010)
- Carmen di Bizet, regia di Emma Dante (2009)
- La bisbetica domata di W. Shakespeare, regia di Marco Carniti (2009)
- Romeo e Giulietta di W. Shakespeare, regia di Andrea Baracco (2009)
- Processo a Dio di Stefano Massini, regia di Sergio Fantoni (2008)
- La folle giornata o il matrimonio di Figaro di Beaumarchais, regia di Claudio Longhi (2007)
- Antigone di Sofocle, regia di Walter le Moli (2007)
- Troia’s discount di Ricci&Forte, regia di Stefano Ricci (2006)
- Troilo e Cressida di W. Shakespeare, regia di Luca Ronconi (2006)
- Lo specchio del diavolo di Giorgio Ruffolo, regia di Luca Ronconi (2006)
- Edipo e la sfinge di Hugo von Hofmannsthal, regia di Claudio Longhi (2004)
- Il mercante di Venezia di W.Shakespeare, regia di Mario Mattia Giorgetti (2004)
- La peste (romanzo) di Albert Camus, regia di Claudio Longhi (2004)
- Terra di latte e miele di Manuela Dviri, regia di Silvano Piccardi (2003)
- Cos’è l’amore di, e con, Franco Branciaroli, regia di Claudio Longhi (2003)
- Pene d'amor perdute di W.Shakespeare, regia di Marco Carniti (2001)

## Filmografia

### Televisione
- Il commissario Montalbano[31],regia di Alberto Sironi (2017)
- Baciamo le mani - Palermo New York 1958[32], regia di Eros Puglielli (2012)
- Il peccato e la vergogna[33], regia di Alessio Inturri e Luigi Parisi (2012)
- Squadra antimafia - Palermo oggi, regia di Beniamino Catena (2010)
- Caterina e le sue figlie 3, regia di Alessandro Benvenuti (2009)
- L'onore e il rispetto, regia di Salvatore Samperi (2008)
- Colpi di sole, regia di Mariano Lamberti (2007)
- La Squadra, (RAI 3) regia di Bruno Bigoni (2001)
- HOT2, Tamerlano SKY, regia di Stefano Ricci (2007)
- Allegro non troppo, Serge SKY, regia di Mariano Lamberti (2005)
- L’angelo del rifugio, di Ricci e Forte ITALIA1, regia di Paolo Modugno (1999)
- I campann de l’ave maria, di J. Rodi T.S.I (Televisione Svizzera Italiana), regia di Vittorio Barino (1998)
- Ciao Ciao, ITALIA 1 (1997/1998)

### Cinema
- Good As You - Tutti i colori dell'amore, regia di Mariano Lamberti (2012)
- Magnifica presenza regia di Ferzan Özpetek (2012)
- Qualche nuvola, regia di Saverio Di Biagio (2011)
- In pollo veritas, (cortometraggio) regia di Linda Fratini (2014)
- Stoker, (cortometraggio) regia di Alessandro Onorato (2022)
- La donna di cristallo, regia di Antonio Lo Porto (2022)

## Riconoscimenti
- Premio Salvo Randone nell'anno 2001.